# Хван, Александра Павловна
Александра Павловна Хван (11 августа 1926 года, деревня Лукьяновка, Калининский район, Хабаровская область) — колхозница колхоза «Гигант» Чиилийского района Кзыл-Ординской области, Казахская ССР. Герой Социалистического Труда (1950).

## Биография
Родилась в 1926 году в крестьянской семье в деревне Лукьяновка Калининского (сегодня — Дальнереченский район).
До 1937 года проживала вместе с родителями в колхозе «Свободный путь» Постышевского района. В 1937 году депортирована в Казахскую ССР. Была определена вместе с родителями на спецпоселение в Южно-Казахстанскую область.
В 1942 году окончила семилетку. Трудилась рядовой колхозницей, звеньевой рисоводческого звена в колхозе «Гигант» Чиилийского района (1943—1950).
В 1949 году звено Александры Хван собрало в среднем по 88 центнеров риса с каждого гектара на участке площадью 5,1 гектара. Указом Президиума Верховного Совета СССР от 21 июня 1950 года удостоена звания Героя Социалистического Труда с вручением ордена Ленина и золотой медали «Серп и Молот».
В 1954 году окончила сельскохозяйственный техникум в Талгаре по специальности «агроном-мелиоратор», после чего возвратилась в колхоз «Гигант», где продолжила трудиться звеньевой. Потом работала в колхозе имени Энгельса Кировского района Талды-Курганской области (1957—1963), на ферме овцесовхоза «Жетыжальский» Кировского района Талды-Курганской области (1963—1971) и после замужества — на Уштобинском хлебозаводе.